# Patrycja Bukowska
Patrycja Bukowska (ur. 4 maja 1977 w Łodzi) – polska modelka, hostessa i aktorka.
Patrycja Bukowska zaczęła pracować jako modelka w 1997 roku. Wkrótce zadebiutowała na ekranie telewizyjnym jako hostessa w teleturnieju TV Polsat „Idź na całość”, w którym pojawiała się w latach 1997–2000. W 2001 roku zadebiutowała jako aktorka w serialu Zostać miss. W 2002 roku ukończyła studia na Wydziale Produkcji Filmowej i Telewizyjnej PWSFTviT w Łodzi, co zaowocowało m.in. przygotowaniem przez nią oprawy muzycznej do seriali: Usta usta, BrzydUla, Teraz albo nigdy!. Bukowska występowała wielokrotnie w reklamach telewizyjnych. Związała się ze stacją telewizyjną TVN, gdzie tworzy opracowania muzyczne do seriali.

## Filmografia
- 2001: Zostać miss jako Ula Morawska „Hulagula”, uczestniczka konkursu
- 2006: Egzamin z życia

## Oprawa muzyczna
- 2010–2011: Prosto w serce
- 2010: Apetyt na życie
- 2011–2013: Przepis na życie
- 2011: Linia życia
- 2011–2012: Julia
- 2012: Misja Afganistan
- 2012: Prawo Agaty